# Dercas verhuelli
Dercas verhuelli är en fjärilsart som först beskrevs av Van der Hoeven 1839.  Dercas verhuelli ingår i släktet Dercas och familjen vitfjärilar. Inga underarter finns listade i Catalogue of Life.

## Bildgalleri

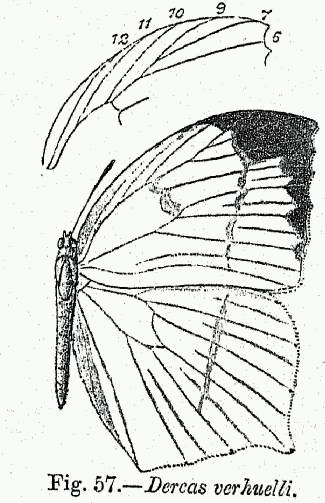
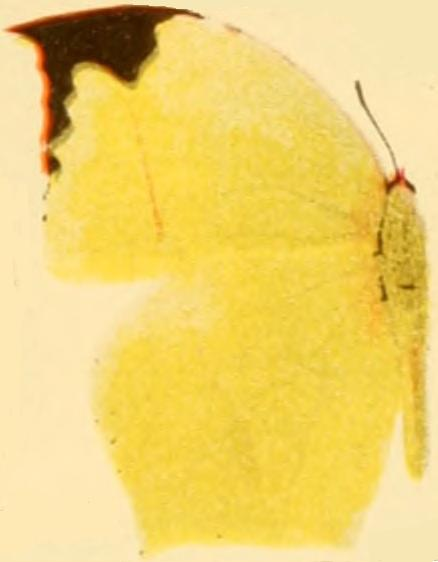
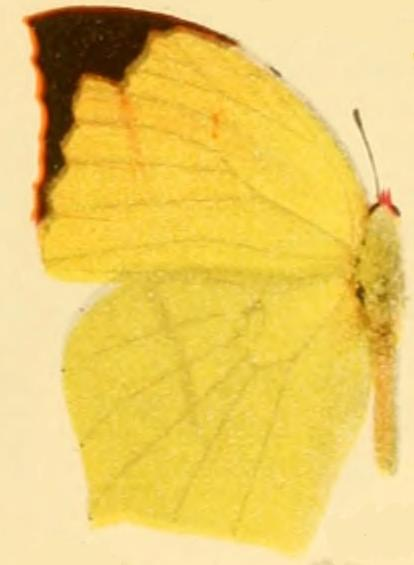